# Aulotandra kamerunensis
Espèce
Classification phylogénétique
Aulotandra kamerunensis Loes. est une espèce de plantes de la famille des Zingiberaceae et du genre Aulotandra, endémique du Cameroun. Elle a été décrite en 1909 par Ludwig Eduard Theodor Loesener.

## Description
C'est une herbe à tige crassulescente, avec un rhizome rampant.

## Habitat et distribution
Cette espèce se développe à une altitude d'environ 650 mètres. Elle est présente au Cameroun dans quatre régions (Sud-Ouest, Littoral, Centre et Sud).